# 日生信用金庫
日生信用金庫（ひなせしんようきんこ）は、かつて岡山県備前市日生町に本店を置いていた信用金庫。
2020年2月、備前信用金庫と対等合併、備前日生信用金庫となった。存続金庫は備前信金で、合併後の本店・本部は備前信金本店・本部に置く。

## 沿革
- 1948年
  - 7月23日 - 有限責任日生信用組合として設立。
  - 11月25日 - 市街地信用組合法に基づく、日生信用組合に改組。
- 1950年4月1日 - 中小企業等協同組合法に基づく信用組合に改組。
- 1952年5月7日 - 信用金庫法に基づき、日生信用金庫となる。
- 2020年2月10日 - 備前信用金庫と合併し、備前日生信用金庫となる。旧本店は日生営業部に改組。

## 事業区域
備前市、和気郡、赤磐市、瀬戸内市、岡山市(御津地域・建部地域・灘崎地域を除く)、兵庫県赤穂市、兵庫県相生市、兵庫県赤穂郡